# Río Cáceres
El río Cáceres es un curso natural de agua que nace de la confluencia de varios ríos en la cordillera de los Andes de la Región de Aysén y fluye con dirección general sur hasta desembocar en el río Cisnes.

## Trayecto
Mediante una red dendrítica de orientación norte-sur muy ramificada en la región montañosa, el río Cáceres drena una superficie entre el cordón limítrofe y la ribera norte del río Cisnes (ambos cuerpos tienen una dirección este-oeste en el curso medio y superior del río Cisnes). La red se compone, entre otros, por los ríos Mallín Chileno, Nallín del Pantano, Neptuno, Magdalena, Las Golondrinas y Laguna de la Loma Baja.: 523 
Su ribera es el límite oeste de la reserva nacional Lago Carlota.

## Caudal y régimen
El río Cáceres es, por su caudal, uno de los principales afluentes del río Cisnes.: 523 

## Historia
Luis Risopatrón lo describe en su Diccionario jeográfico de Chile (1924):: 109 
Cáceres (Río). Recibe las aguas de las faldas del S del cordón limitáneo con la Arjentina, corre hacia el SW i se vácia en la márjen N del curso superior del río Cisnes, al SW del cerro de aquel nombre.